# Henry Wadsworth Longfellow
Henry Wadsworth Longfellow (ur. 27 lutego 1807 w Portland, zm. 24 marca 1882 w Cambridge) – amerykański poeta, przedstawiciel romantyzmu, nazywany „królem poezji amerykańskiej”; także filolog, tłumacz i wykładowca, autor liryki kontemplacyjnej oraz dwóch narodowych eposów. Trzecia po George’u Washingtonie i Abrahamie Lincolnie największa postać panteonu narodowego Stanów Zjednoczonych, obok Walta Whitmana powszechnie uważany za najpopularniejszego poetę XIX wieku. Członek grupy literackiej znanej jako Fireside Poets, w której skład wchodzili także John Greenleaf Whittier, Oliver Wendell Holmes, James Russell Lowell i William Cullen Bryant. Jeden z prekursorów nowoczesnej filologii. W 1875 odznaczony Pour le Mérite za Naukę i Sztukę.
Choć sam Longfellow − w przeciwieństwie do Walta Whitmana czy Ralpha Waldo Emersona − był zdecydowanym przeciwnikiem „literatury narodowej” na rzecz „literatury uniwersalnej i ponadnarodowej”, jego poezja miała znaczący wpływ na kształtowanie się tożsamości oraz folkloru Stanów Zjednoczonych, a on sam uznany został w Europie za pierwszego wielkiego klasyka zza Oceanu. Dość obfita twórczość Longfellowa miała przy tym ambicje moralizatorskie, reprezentując wobec młodego społeczeństwa amerykańskiego ideały pokoleń pionierów kolonizacji: kult ogniska domowego i życia rodzinnego zgodnego z zasadami Ewangelii, potrzebę wewnętrznego spokoju i harmonii pośród przeciwieństw losu, głębokiego zrozumienia przyrody oraz aktywizmu życiowego w duchu wiary, nadziei i miłości.
Za życia uznawany za najbardziej znaczącego twórcę swojego pokolenia, po śmierci stał się obiektem ostrej krytyki, która zarzucała mu brak oryginalności, wtórność w stosunku do zastanych wzorców europejskich oraz pisanie z myślą o czytelniczych masach. Mimo to poeta z Portland na trwałe zapisał się w tradycji Stanów Zjednoczonych jako jedna z najważniejszych figur; jego życie i twórczość stały się przy tym źródłem wielu amerykańskich przysłów oraz głównym tematem piosenek folkowych i country. Wiąże się z tym również powstanie zabytków kultury takich jak choćby Longfellow Bridge czy Longfellow's Wayside Inn, licznych pomników, narodowych pamiątek, a nawet nazw miast czy wsi.

## Życiorys

### Dzieciństwo i młodość
Urodził się 27 lutego 1807 w Portland, jako drugie z ośmiorga dzieci Stephena i Ziply Longfellowów, potomków starych rodzin osadników w Nowej Anglii kultywujących tradycje purytanizmu. Portland z czasów jego dzieciństwa była prowincją rolniczo-handlową, nieskażoną dotąd industrializacją ani progresem cywilizacyjnym, który w wielu obszarach Europy, a także Stanów Zjednoczonych stał się synem epoki oraz bezpośrednią przyczyną buntu romantycznego. Rodzinna osada Longfellowa „pełna czystych rzek, lasów [...] i ośrodków uniwersyteckich tętniących bogatym intelektualnym życiem, hołdująca tradycyjnym ideałom, konserwatywna obyczajowo, lecz wierząca w postęp człowieka i instytucji społecznych” odegrała znaczny wpływ na całą jego twórczość. W dojrzałych poematach amerykańskiego romantyka takich jak Evangeline czy The Courtship of Miles Standish powróci, zapamiętany właśnie w taki sposób, arkadyjski obraz Nowej Anglii.

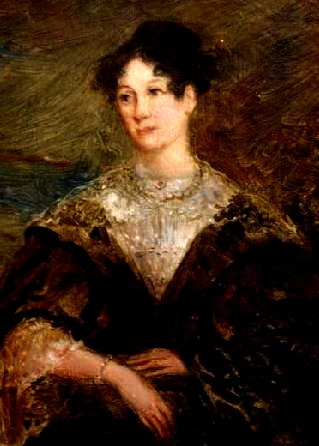
Mary Storer Potter, pierwsza żona Longfellowa

W wieku trzech lat samodzielnie opanował alfabet, a w wieku lat pięciu rozpoczął edukację w Portland Academy. Wtedy też emocjonalnie i duchowo zaangażował się w dzieje, zakończonej niedługo przed jego narodzinami, wojny o niepodległość Stanów Zjednoczonych, której echa wciąż jeszcze unosiły się nad młodym pokoleniem amerykańskim. Choć Longfellowa uważa się zazwyczaj za poetę oderwanego od historii w sensie społecznym i politycznym, te wczesne porywy zaowocowały w późniejszym czasie kilkoma poematami. Jeden z nich poświęcony został Kazimierzowi Pułaskiemu (zobacz: „Kazimierz Pułaski w poezji Longfellowa”). „W latach jego dzieciństwa musiały być jeszcze żywe wśród ludzi starszych wspomnienia twardej i heroicznej walki [...] Musiał nawet widywać weteranów tej partyzantki, a druga i ostatecznie decydująca wojna z Anglią toczyła się już za jego życia”. Jednocześnie szkoła średnia wzbudziła w nim głębokie zainteresowanie literaturą. Codzienna lektura Homera, Szekspira i Goethego szybko przerodziła się w pasję. Henry zapragnął także zostać pisarzem. Swoją pierwszą pieśń ułożył już w wieku trzynastu lat: patriotyczna i patetyczna Bitwa nad Stawem Lovella ukazała się w listopadowym numerze „Portland Gazette”. Chłopiec głośno mówił wówczas o swoim największym marzeniu − „przyszłym dostojeństwie w literaturze”.
W rok później zapisał się na studia uniwersyteckie na Bowdoin College, w Brunswick, stanie Maine. Los chciał, by jego kolegą z ławki został Nathaniel Hawthorne, przyszła osobowość literatury amerykańskiej. Chłopcy dzielili się swoimi literackimi spostrzeżeniami, zawierając trwałą przyjaźń. Pewnego dnia Hawthorne opowiedział Longfellowowi historię tragicznej miłości z dziejów deportacji Akadyjczyków, którą usłyszał od pewnego wiejskiego pastora. Opowieść wstrząsnęła przyszłym „braminem”, trwale zapisując się w jego pamięci. Taka jest geneza napisanej w ponad dwadzieścia pięć lat później, Ewangeliny, jednego z największych arcydzieł literatury XIX wieku.
W 1825 Longfellow objął katedrę języków obcych, z czym wiązało się otrzymanie wysokiego stypendium na studia zagraniczne. Pieniądze te przyszły poeta odkładał na planowane podróże naukowo-filologiczne po Europie, które miały przybliżyć go do uwielbianej przez siebie literatury oraz dać podwaliny pod rodzący się talent. Jesienią tego roku − pełnoletni już − Henry został absolwentem Bowdoin College.

### Podróże po Europie. Kariera profesorska
Dzięki otrzymanemu stypendium oraz przychylnym opiniom wybitnych osobistości amerykańskich, w latach 1826-1829 Longfellow mógł oddać się intensywnym podróżom po Europie. Głównymi celami tych wojaży była Francja, Hiszpania, Włochy i Niemcy, gdzie chłopak z Portland miał szansę studiować filologię romańską i germańską. Jego zapał i miła powierzchowność pozwoliły mu z łatwością wnikać w tamtejsze kręgi kulturalne. Podczas paromiesięcznego pobytu w Madrycie spotkał się nawet ze starszym o czternaście lat święcącym tryumfy pisarzem prozy amerykańskiej, autorem Legendy o Sennej Kotlinie – Washingtonem Irvingiem, piastującym wówczas stanowisko ambasadora amerykańskiego w Hiszpanii.
Po powrocie do ojczyzny, Longfellow − mający już pewne spektrum porównawcze − przez sześć następnych lat zajął się gruntowną korektą oraz organizacją od podstaw studium języków nowożytnych na Bowdoin College. Jego praca spotkała się z ogólną aprobatą. Jak pisze Stanisław Helsztyński, „Pozyskał sobie przy tym sympatię uczniów swoją prostotą, szczerością i życzliwą, przyjacielską postawą wobec słuchaczy, od których niewiele się różnił swoim wiekiem. Znajomość zagadnień pozwalała mu na wykładach budzić entuzjazm dla kultur i literatur europejskich”, tym bardziej że stanowiły one w owym czasie prawdziwe urozmaicenie dotychczasowej wiedzy filologicznej. Poważano go tym bardziej, że będąc do reszty pochłoniętym wykładami, znajdywał również czas na popularyzację wiedzy na łamach czasopism.
14 września 1831 poślubił młodszą o pięć lat Mary Potter, przyjaciółkę jeszcze z czasów dziecinnych.

### Tragiczna śmierć pierwszej żony − Mary Potter
W 1835, dzięki publikacji wrażeń z europejskich podróży (tom szkiców Outre-Mer), Longfellow zwrócił na siebie uwagę władz oświaty oraz wzbudził głęboki szacunek ze strony kolegów z Harvard University. Jeszcze w tym samym roku uniwersytet zaproponował mu objęcie tamtejszej katedry języków nowożytnych pod warunkiem uprzedniego rocznego pobytu w Niemczech i krajach skandynawskich dla pogłębienia swojej wiedzy na temat literatury skandynawskiej i niemieckiej. Longfellow z radością przystał na propozycję. Opuszczając Stany Zjednoczone, zabrał ze sobą żonę oraz dwójkę przyjaciół.
Literackie podróże po Sztokholmie, Kopenhadze, a następnie Heidelbergu okazały się mieć decydujący wpływ na dalszy rozwój talentu literackiego Longfellowa, którego wrażliwość i wyobraźnia aż do końca syciły się klimatem tamtych miejsc. Przykładem tego może być opublikowana w sześć lat później ballada, Skeleton in Armor.
Niestety, pobyt w Rotterdamie przyniósł przyszłemu poecie jedno z najtragiczniejszych przeżyć jego życia. Mająca zaledwie dwadzieścia dwa lata Mary zmarła nagle z powodu przedwczesnego połogu. Unikający zbyt osobistego tonu Longfellow dość aluzyjnie utrwalił śmierć Mary w późniejszych wierszach takich jak Footsteps of Angels, Mezzo Cammin oraz Dwaj Anieli.
I mrok opadł na dom twój wesoły,

 Zgasła światłość, tak jasna przed chwilką:

 I z komnaty, gdzie jeden wszedł tylko,

 Dwa ku niebu wzleciały Anioły.

 (...)

 Anioł Śmierci i Anioł Żywota

 Bożej woli nam wyrok przyniosły.

 Któż by wiedząc, że Pańskie to posły,

 Śmiał lub chciał zamknąć dla nich wrota?
Echa tragedii jaka dotknęła Longfellowa oraz pamięć Mary Potter unosić się będą jeszcze w ostatnim jego obszerniejszym dziele, Pieśni o Hajawacie, napisanej już w kwiecie wieku.
Zmuszony dokończyć swą podróż, wysłał trumnę z ciałem żony do Cambridge, aby tam, na rodzimej ziemi, odprawiono jej ceremoniał pogrzebowy, a sam wyruszył do Niemiec, tym razem w jednak w nastroju żałobnym i pokutniczym. Osiadłszy na kilka miesięcy w Heidelbergu, zapoznał się z nowoczesnym idealizmem, który początkowo przyjął nazwę Sturm und Drang, a później − „szkoły romantycznej”. Pomimo rozpaczy, wciąż miał siłę wnikać w życie kulturalne kraju oraz tym samym pogłębiać potrzebną wiedzę. Uczestniczył nawet w słynnych wykładach Georga Wilhelma Friedricha Hegla oraz nawiązał osobiste kontakty z niemieckimi poetami oraz myślicielami takimi jak Friedrich Schiller czy August Wilhelm Schlegel.

### Craige House
W 1836 Longfellow wrócił do Ameryki: objął tym samym (jako najmłodszy spośród wykładowców) placówkę naukową na Harvard University. Choć początki były trudne, został „przyjęty życzliwie przez młodzież, która ceniła jego bezpretensjonalność, bezpośredniość, życzliwość i wytworny sposób obejścia”. Stanowisko profesora na Harvardzie dane mu było piastować do roku 1854.
W 1839, kiedy nieco złagodziła się już rozpacz po stracie Mary, Longfellow podjął pierwsze poważne kroki do objęcia parnasu. Niezbyt fortunnie, zaczął od prozy: ukazała się wówczas sentymentalna, na poły autobiograficzna powieść Hyperion. W kilka miesięcy później nastąpił jednak właściwy debiut literacki Longfellowa: już od momentu wydania otoczony podniosłą atmosferą legendy zbiorek Voices of the Night. Książka nawoływała do duchowej tężyzny, bohaterstwa i pokonywania oporów ze strony świata, jak gdyby na przekór tragicznej śmierci pierwszej żony autora, utrafiając tym samym w najcenniejsze ideały młodych Stanów Zjednoczonych − ideały niepodległościowe.
Podróże po Europie pozwoliły poecie nawiązać kolejne budujące znajomości, m.in. z Ferdinandem Freiligrathem czy Alfredem Tennysonem. Najserdeczniejsza zażyłość łączyła go jednak z Karolem Dickensem. Jednocześnie jego prywatny dom w jednej z najpiękniejszych okolic Cambridge, pierwotnie będący kwaterą George’a Washingtona − tzw. Craige House rozsławiony później na cały świat − stał się miejscem spotkań najwybitniejszych umysłów środowiska bostońskiego. „Uprzejma grzeczność profesora, jego nienaganne życie i spontaniczna przyjaźń opromieniały spotkania przyjaciół bostońskich, jak Ralph Waldo Emerson czy Nathaniel Hawthorne lub jak Karol Dickens”. Częstymi gośćmi byli również: Oliver Wendell Holmes, Charles Sumner, Charles Eliot Norton, James Russell Lowell, z czego kilku wraz z Longfellowem zdecydowało założyć grupę Fireside Poets zmierzającą do ożywienia ruchu literackiego Ameryki.
W międzyczasie zakochał się po raz drugi, jeszcze mocniej niż poprzednio: wybranką jego serca była Frances Appleton (nazywana przez niego pieszczotliwie: „Fanny”), siostra poety Thomasa Golda Appletona. Początkowo była to miłość nieszczęśliwa, ponieważ Frances nie odwzajemniała uczuć poety, dając tego jasny wyraz w zachowanych do dzisiaj listach. Mimo to, po siedmiu latach starań ze strony Longfellowa, zgodziła się zawrzeć z nim bliższą przyjaźń, czego finalnym efektem były zaślubiny w 1843.

### Spory z Waltem Whitmanem
Małżeństwo z Fanny było szczęśliwe. Henry miał z nią szóstkę dzieci, ponadto znaczne dochody z publikacji książek i zasług w dziedzinie filologii pozwoliły mu stać się całkowicie niezależnym finansowo. Zrezygnował zatem z dalszego obejmowania posady profesora na Harvardzie i zajął się rodziną. Jednocześnie, wraz z wydaniem coraz to kolejnych zbiorów wierszy, zyskiwał uznanie oraz poczytność, która wkrótce zdobyła mu miano najwybitniejszego poety, jakiego nosiła Ameryka. W szybkim czasie stał się jednym z pierwszych poetów Nowego Lądu, dla których źródłem utrzymania mogło być samo tylko pisanie. Juliusz Żuławski w swoim eseju wstępnym do nowych tłumaczeń wierszy Longfellowa napisał: „...to ta sytuacja − wynikająca z różnicy temperamentów różna ocena tej sytuacji − postawiła dwóch największych poetów amerykańskich − Longfellowa i Whitmana − na przeciwnych biegunach”.

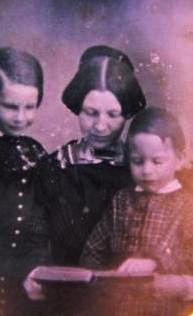
Druga żona Longfellowa, Fanny Appleton, wraz z dwójką dzieci

W 1860 roku ukazał się trzeci zbiór Źdźbeł trawy Walta Whitmana (nakładem bostońskiej oficyny wydawniczej). Książka spotkała się z bardzo przychylną recenzją amerykańskiego filozofa transcendentalizmu − Ralpha Waldo Emersona, który zarzekał się dołożenia wszelkich starań zmierzających w stronę wdrożenia młodego Whitmana w ówczesną elitę literacką. Emerson był jednym z największych autorytetów Stanów Zjednoczonych XIX wieku, mimo to jednak nie udało mu się wprowadzić Whitmana do słynnego „Saturday Club”. Powodem był zdecydowany sprzeciw Longfellowa. Tak rozpoczął się okres sporów między dwoma poetami.
Poematy Whitmana mocno irytowały „bramina”, który zarzucał im zbyt śmiałe rozbijanie klasycznych struktur, nazywając je wręcz nieskładną pisaniną i odbierając miano poezji. Longfellowa gorszyła nieprzyzwoita − jak sam mawiał: demoralizująca − szczerość poszczególnych „źdźbeł”, zwłaszcza tych, których tematem uczynił Whitman sprawy tak drażliwe jak seksualność czy naturalne instynkty. Tym samym amerykański bard stawał w obronie nie tylko długowiecznych tradycji literackich, ale przede wszystkim dobrego smaku i moralności. Whitman z kolei zarzucał Longfellowowi brak „amerykańskości”, tudzież rozmaicie pojmowanej literackiej nowoczesności, wtórność, eklektyzm i stylistyczny regres w stronę skostniałych, przestarzałych form oraz zbytnią pruderię. Z tej racji skłóceni poeci przez kilka lat wzajemnie obdarowywali się krytycznymi publikacjami.

### Tragiczna śmierć drugiej żony − Fanny Appleton
"Bramin” wiódł spokojne, pełne ciepła życie na łonie rodziny − do czasu kolejnej życiowej tragedii. „W to środowisko tak szczęśliwe padł dnia 9 czerwca 1861 grom z jasnego nieba. Żona poety, porządkując i lakując przy pomocy wosku i świecy pamiątki dziecięce, zaprószyła na ziemię ogień, który niespodzianie zajął jej lekką letnią sukienkę, i nieszczęśliwa stanęła w okamgnieniu w płomieniach. Na krzyk jej wbiegł poeta i widząc, co się dzieje, rzucił się na ratunek, okrywając ją dywanem, by stłumić pożar. Na próżno”. Fanny zmarła jednak dopiero następnego dnia, jak mówią biografowie: w straszliwych cierpieniach. Również poeta doznał poważnych poparzeń dłoni i twarzy, które skutkowały później nadwrażliwością skóry, sprawiającą nieznośny ból przy goleniu. Z tego powodu Longfellow zapuścił brodę, nadającą mu patriarchalny wygląd. Nieszczęście to okazało się mieć daleko idące skutki w życiu Longfellowa. Przerwał oryginalną twórczość, by w kompletnym odizolowaniu od bieżących wydarzeń szukać ulgi w dziełach wielkich klasyków. W wielu przypadkach czerpał on z antologii Aleksandra Chodźki. „W czasie szalejącej wojny domowej, w której zginęły setki tysięcy [...], pięćdziesięcioparoletni „bramin” pracował w swojej cichej bibliotece nad Dantem”. Jego dom w Cambridge stał się swoistą twierdzą „niezmąconego romantyzmu”, a jedynym kontaktem z rzeczywistością na zewnątrz była troska o syna jako uczestnika wojny secesyjnej.
Z czasem poeta powrócił jednak do swojej oryginalnej twórczości. Nieopublikowany za jego życia wiersz Krzyż ze śniegu świadczy o chwilowym załamaniu.
Na piersi mej krzyż noszę takim szyty ściegiem,

 Od lat tych osiemnastu nie podległy zmianie,

 Od dnia, gdy umęczona z światem się rozstała.
Pomimo tragicznej śmierci drugiej już żony, poezje jego nie straciły dawnego wezwania do nadziei i optymizmu. Choć wzbogacone o nieco bardziej melancholijny ton, ich głównym przesłaniem było zgłębianie tajemnicy śmierci, przemijania i cierpienia w perspektywie Boskiego planu zbawienia. Pojawiły się wręcz nowe zestawienia: przypływy i odpływy fal, rozpacz i uspokojenie, śmierć, ale jednocześnie i narodziny. Zniknęły jedynie dawny aktywizm i młodzieńcza werwa, znane z heroicznych zawołań typu Budowniczych czy Psalmu życia. Ustąpiły one spokojowi, wewnętrznej harmonii w obliczu nieszczęść oraz cierpliwemu znoszeniu tego, co dają zmienne koleje losu z ufnością w mądrość i dobroć Stwórcy. Poezja Longfellowa stała się przy tym bardziej kontemplacyjna.

### Ostatnie lata życia. Przyjaźń z Waltem Whitmanem
Między Longfellowem a Whitmanem wciąż jeszcze trwały zażarte spory na łamach prasy. Longfellow „był jednak zbyt mądry, aby być uparty”. W 1879 postanowił zawrzeć sojusz ze swoim przeciwnikiem. Odwiedziny u na wpół sparaliżowanego „dobrego siwego poety” w Filadelfii przerodziły się w przyjaźń i częste spotkania. Obaj też wzajemnie zdołali się przekonać do swoich, często skrajnie odmiennych, racji. Wbrew pozorom, Whitmana z Longfellowem łączyło wiele. Co prawda, „wiele ich [również] dzieliło, ale jedno łączyło na pewno: obaj byli ludźmi dobrymi, odróżniającymi − każdy na swój sposób − szlachetność serca od podłości, piękno od brzydoty, intencje dobre od złych”.
Siedemdziesiąte urodziny poety w 1877 stały się dla narodu amerykańskiego okazją do państwowego happeningu. Pomimo nadal odbywanych licznych wojaży po Europie, Longfellow coraz bardziej odczuwał zmęczenie przyjmowanymi honorami, trudami podróży oraz życiem towarzyskim. Na stare lata cierpiał bowiem z powodu zapalenia otrzewnej, co wiązało się z często pojawiającymi się bólami brzucha i koniecznością zażywania opium. Tak było również nocą z 23 na 24 marca 1882. Już nad ranem jednak zanotowano zgon poety. Tego dnia naród pogrążony był w żałobie.
Pochowany został na „pierwszym amerykańskim ogrodzie cmentarnym” − Mount Auburn Cemetery, w Cambridge. W tym czasie ukazał się drukiem pełen uznania esej Śmierć Longfellowa autorstwa Walta Whitmana, zaczynający się od słów: „Longfellow bogaty w koloryt, wdzięczne formy i wątki − w to wszystko, co czyni życie pięknym a miłość subtelną − idący w zawody z pieśniarzami Europy na ich własnym gruncie i [...] piszący lepiej i piękniej niż którykolwiek z nich”. Autor Źdźbeł trawy, na znak szacunku i umiłowania, postawił na grobie „bramina” dwie gałązki bluszczu.

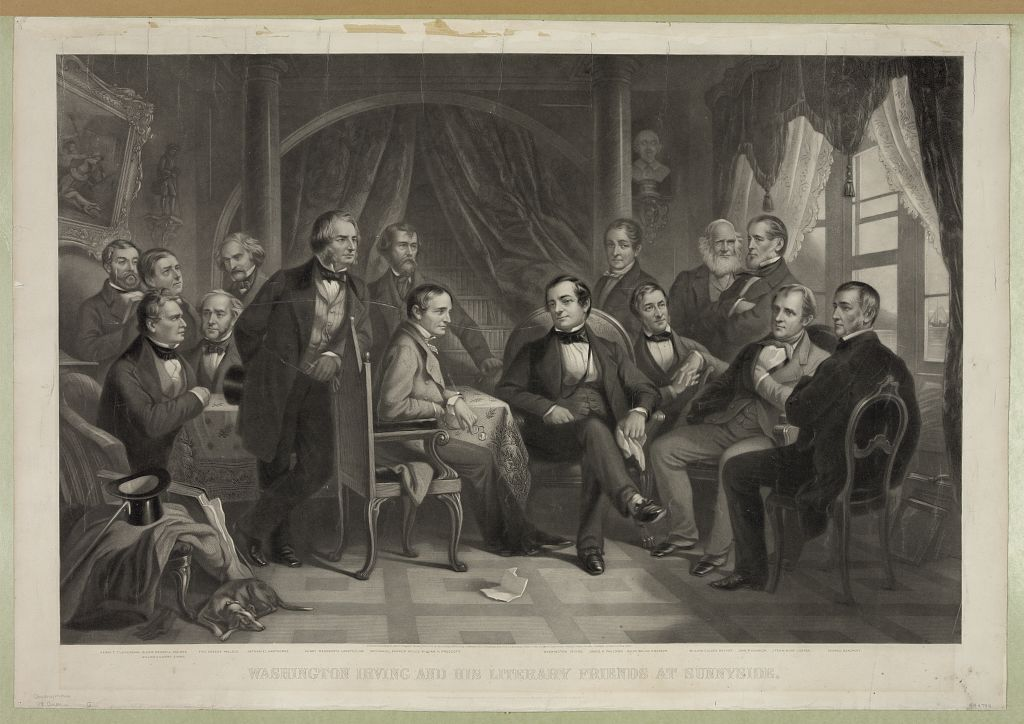
Literackie towarzystwo Longfellowa. Od lewej: Henry Theodore Tuckerman, Oliver Wendell Holmes Sr., William Gilmore Simms, Fitz-Greene Halleck, Nathaniel Hawthorne, Washington Irving, Henry Wadsworth Longfellow, Nathaniel Parker Willis, William Hickling Prescott, James Kirke Paulding, Ralph Waldo Emerson, William Cullen Bryant, John Pendleton Kennedy, James Fenimore Cooper, George Bancroft

## Twórczość
Bogata spuścizna literacka Longfellowa sprowadza się do jednolitego systemu światopoglądowego złożonego z kilku nadrzędnych motywów, z których najważniejsze to:
- umiłowanie tradycji, zwłaszcza czasów pionierskich oraz najważniejszych wartości Starego Lądu
- szukanie w historii Europy źródeł i korzeni „amerykańskości” (stąd twórczy regres)
- żarliwe wystąpienia o zniesienie niewolnictwa ludności czarnoskórej
- zainteresowanie kulturą Indian oraz ideą pokoju z rdzenną ludnością Ameryki
- apoteoza prostego życia w duchu wartości chrześcijańskich, kultywowanie ogniska domowego oraz braterskiej więzi
- pochwała pracy i duchowego samodoskonalenia pośród przeciwności losu
- zachwyt nad przyrodą i życiem wiejskim
- rezygnacja z zainteresowania bieżącymi wydarzeniami społeczno-politycznymi na rzecz rozpamiętywania wielkich kart historii.

W ujęciu Henry’ego Wadswortha Longfellowa nadrzędnym celem poezji było praktykowanie sumienia i ufności wobec Boga oraz podtrzymywanie wiary w Niego − zwłaszcza w momentach zwątpienia. Przejawiało się to w plastyce kontrastujących ze sobą obrazów poetyckich, takich jak: morska burza i spotkanie przy stole biesiadnym. Longfellow, bez wątpienia tradycjonalista, głosił przy tym kult ogniska domowego i życia rodzinnego zgodnego z zasadami Ewangelii, potrzebę wewnętrznego spokoju i harmonii pośród przeciwieństw losu oraz głębokiego zrozumienia przyrody. Moralizatorską misję jego wierszy potwierdzała prosta, przejrzysta forma, która już z założenia trafiać miała do zwykłego człowieka. Longfellow był zatem pierwszym amerykańskim poetą, którego czytano zarówno na elitarnych salonach, jak i w wiejskich domach. Mało tego, Walt Whitman nadał mu godne miano „poety uniwersalnego”, z równie szczęśliwym skutkiem niosącego piękno zarówno mężczyznom, kobietom, jak i młodzieży.
Postawa konsekwentnie opiewana w poematach „bramina” znajduje swoje źródło w dwóch fragmentach Nowego Testamentu: „Poznacie ich po ich owocach” [Mt 7, 16] oraz − „Każdego więc, kto tych słów moich słucha i wypełnia je, można porównać z człowiekiem roztropnym, który dom swój zbudował na skale. Spadł deszcz, wezbrały potoki, zerwały się wichry i uderzyły w ten dom. On jednak nie runął, bo na skale był utwierdzony” [Mt 7, 24-25]. Wyraźnie widać to już w pierwszym, legendarnym od momentu publikacji, wierszu poety − Psalm życia, widać w pośmiertnie wydanym In the Harbour, nadto w każdym innym zbiorze Longfellowa, niezależnie od daty publikacji, jak gdyby na przekór tragicznym wydarzeniom, które dotykały autora w życiu osobistym.
Longfellow zerwał przy tym z purytańską doktryną grzechu pierworodnego jako jedynej prawdy o człowieku. Jego zdaniem podstawową i najgłębiej ludzką cechą jest dążenie do dobra i miłości, dane od Boga już od samego początku stworzenia człowieka, które to dążenie w ciągu życia należy „pod twardym urabiać młotem”. Ważny jest bowiem nie tylko zamiar, ale przede wszystkim jego owoce: dobro czynione na bliźnich oraz poświęcenie. Równie doniosłą rolę pełni u Longfellowa wciąż twórcza teraźniejszość, przeciwstawiona wszelkim formom rozpaczy. Na piedestale stawiał ludzi zwykłych, kowali czy budowniczych, świecących jednak przykładem poświęcenia, oddania pracy i szlachetności. Rezygnując przy tym z bogatych sylwetek psychologicznych czy nawet z zasad realizmu, proponował raczej godne naśladowania, hagiograficzne niemal, wzorce pobożności, prostoty, gościnności oraz tężyzny duchowej.
Biegła po długiej ulicy z różańcem, szkaplerzem i księgą,

 W szacie błękitnej, normandzkim nagłowiu, kolczykach ze złota,

 (...)

 Lecz już nie nasza to piękność, bo piękność eteru i nieba

 Opromieniała jej skronie, gdy wstawszy od Stołu Pańskiego

 W progi domowe wracała, unosząc zadatek zbawienia.

 Po jej odejściu, rzekłbyś, że wdzięczna ustała muzyka.
Walt Whitman pisał przy tym o poezji Longfellowa: „On nie przynagla ani nie chłosta. Jego wpływ jest jak dobry napój lub jak powietrze. Ani nie jest letni, ale zawsze żywotny, pełen aromatu, ruchu i wdzięku. Utrafia w znakomitą przeciętność, nie opiewa wyjątkowych namiętności czy wybryków natury ludzkiej. Nie jest rewolucyjny, nie przynosi niczego napastliwego ani nowego, nie wymierza twardych ciosów. Przeciwnie, jego pieśni łagodzą i leczą, a jeśli podniecają, jest to zdrowa i przyjemna podnieta. Nawet jego gniew jest delikatny...”.

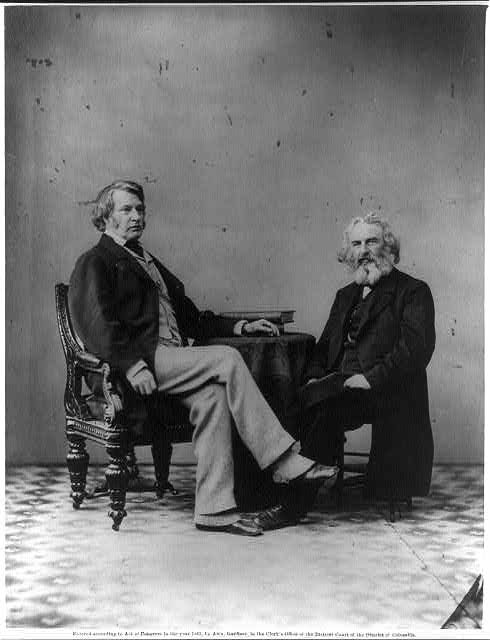

Do szczególnie ważnych zabytków kultury amerykańskiej należą natomiast trzy klasycystyczne epopeje Longfellowa (Evangeline, Song of Hiawatha oraz The Courtship of Miles Standish), z których dwie pierwsze zyskały status eposów narodowych. Były to jednocześnie pierwsze utwory, które zaspokoiły potrzebę raczkującej kultury Stanów Zjednoczonych na wielkie dzieła literatury − równe największym filarom starego kontynentu tj. Boskiej komedii Dantego Alighieri czy dziełom Williama Szekspira − mogące jednocześnie określić najszlachetniejsze wartości oraz tożsamość narodową Amerykanów. Dwie epopeje, Evangeline oraz The Courtship of Miles Standish zwracają się w stronę historii pionierskiej Stanów Zjednoczonych, m.in. z dziejów deportacji Akadyjczyków czy przypłynięcia żaglowca „Mayflower” do wybrzeży Ameryki Północnej.
1. Evangeline to liryczna opowieść osnuta wokół historii miłosnej dwóch rozdzielonych kochanków, tytułowej Ewangeliny oraz Gabriela, na tle dziejowym tzw. Wielkiej Deportacji. Akadyjską idyllę brutalnie przerwał atak wojsk brytyjskich; rodziny − jak dotąd szczęśliwie i bogobojnie zamieszkujące osadę − zostają rozbite, wzięte pod niewolę i rozrzucone po innych brytyjskich koloniach. Tragedia ta nie ominęła również Ewangeliny, Bóg zesłał na nią nieszczęście, choć trudno o doskonalszy wzór cnót, pobożności i prostoty. Jej ojciec został zabity a ukochany, z którym niebawem miała się pobrać − przepadł bez wieści. Wszystko to nie zburzyło jednak jej głębokiej wiary w Stwórcę. Wręcz przeciwnie: Ewangelina, zatrudniając się jako siostra Miłosierdzia w opiece nad biednymi i rannymi, przez całe życie, dzień w dzień przepełniona nadzieją, czekała na powrót ukochanego. Spotkanie doszło do skutku, gdy oboje byli już starymi ludźmi; Gabriel trafił w ramiona Ewangeliny jako śmiertelnie ugodzony żołnierz, i po chwili umarł. Śmierć nie ma jednak w tej epopei ostatecznego głosu. Autor daje subtelną aluzję biblijną: deportacja z Akadii symbolizuje wygnanie człowieka z Raju, zaś powrót na rodzime ziemie − ponowne przymierze z Ojcem, silniejsze niż umieranie.
2. W zdecydowanie bardziej radosnym tonie (poniekąd sentymentalnym, poniekąd zaś biesiadnym) utrzymany został ostatni poemat Longfellowa, The Courtship of Miles Standish. Jest to historia miłosnego trójkąta: wdowca − Milesa Standisha, jego swata − Johna Aldena oraz obiektu tych zalotów − Priscilli Mullens. Dziewczyna nieoczekiwanie zwraca się ku swatowi Milesa jako ku obiektowi swoich uczuć. Zraniony wdowiec ucieka z wioski, by odtąd w geście rozpaczy całe życie poświęcić krwawej wojnie z Indianami. Niebawem jednak godzi się z losem i postanawia osobiście pobłogosławić małżeństwu Johna i Priscilli. Poemat obfituje w bogactwo subtelnie zarysowanych symboli odnoszących się do płodności człowieka i natury, ciągłego procesu narodzin i śmierci, zarówno w sensie fizycznym, jak i duchowym. Ostatnią sceną jest zresztą wyjazd Priscilli na białym byku, co tworzy niemal sakralną wizję zaślubin, nocy poślubnej i narodzin potomstwa. Z poematu tego pochodzi również popularne amerykańskie powiedzenie: „Mów za siebie, Johnie”.
3. Song of Hiawatha podejmuje z kolei tematykę Indian, która żywo interesowała ówczesnych Amerykanów, o czym świadczą choćby takie dzieła epoki jak Ostatni Mohikanin Jamesa Fenimore’a Coopera czy Księga szkiców Washingtona Irvinga. Tytułowy Hajawata został wybrany przez bóstwa na nosiciela pokoju i przymierza pośród wszystkich plemion indiańskich. Pełna heroizmu młodość wojownika kończy się jednak kilkoma tragediami: głodem ukochanego ludu, zdziesiątkowaniem go przez siły przyrody oraz śmiercią żony. Hajawata, porzuciwszy wojny z mitycznymi demonami, musi tym razem zmierzyć się z własną rozpaczą. Ostatecznie wygrywa, jako starzec staje się plemiennym mędrcem, który z radością i szacunkiem wita pierwszych Europejczyków oraz ich religię. Kiedy przeczuwa swój rychły koniec, dowiaduje się o dziejach Jezusa, dziękuje za wszystkie trudy swojego życia i z pogodą ducha oddaje się w objęcia śmierci.

Jednym z ostatnich większych dzieł Longfellowa był trzyczęściowy (bo podzielony wedle trzech cnót teologicznych) poemat dramatyczny z dziejów życia Jezusa Chrystusa oraz słynnego palenia czarownic w Salem, Christus. A Mistery. Drugim była poetycka powieść szkatułkowa uznana za najbardziej narodowe z dzieł poety, Tales from the Wayside Inn. Utwór stał się najdoskonalszym przejawem wybitnego daru narratorskiego Longfellowa; przez wielu przedstawicieli współczesnej krytyki literackiej uważany on bywa ponadto za największe (choć nie najpopularniejsze) osiągnięcie literackie „bramina” oraz najbardziej współczesny jego utwór. O tym to właśnie dziele pisał Juliusz Żuławski: „romantyzm swój i czułość dla literatury europejskiej może najbardziej odsłania Longfellow w Opowieściach z Przydrożnej Gospody. I jednocześnie znajdujemy tam klucz do zrozumienia mentalności amerykańskiej, w której i on sam tkwi bez reszty”. Najbardziej znanym fragmentem poematu jest historia Paula Revere, amerykańskiego patrioty i członka rewolucji amerykańskiej, wielkiej chluby narodowej Stanów Zjednoczonych. „A zaraz potem następuje opowieść Studenta o sokole Sera Federico znad rzeki Arno. Potem Żyd hiszpański opowiada legendę o Rabbim Ben Lewi. Potem Sycylijczyk o Królu Robercie. Potem Muzyk skandynawską sagę o Królu Olafie. Potem Teolog opowiada o Torquemadzie. I tak dalej. Oto cały Longfellow!”

### Ślady literatury obcej
Henry Wadsworth Longfellow przez całe swoje twórcze życie świadomie (choć niektórzy twierdzą, że to wskutek nadmiaru „naukowości” w pisaniu czy też niedoboru talentu oraz temperamentu pisarskiego) skłaniał się w stronę poetyckiego regresu. Znaczy to, iż unikając wszelkiego nowatorstwa stylu i treści, utrwalał raczej formy już obecne w literaturze minionych tysiącleci, nieraz uznawanych już za archaiczne. Ambicją autora Evangeline była ponadto szlachetna pozycja pośrednika między tradycją Europy (korzeniami „amerykańskości”) oraz ideałami Stanów Zjednoczonych („amerykańskością”). Wobec tego cała jego twórczość przesiąknięta jest wzorcami już zastanymi w literaturze europejskiej: dotyczy to nie tylko wierszy osadzonych w klimacie średniowiecznych legend czy sakralnych zabytków epoki odrodzenia, ale również tych, które za czas i przestrzeń obierają sobie XIX-wieczne Stany Zjednoczone. Niektóre z utworów „bramina” bezpośrednio czerpały wzorce z konkretnych dzieł klasyki literatury.

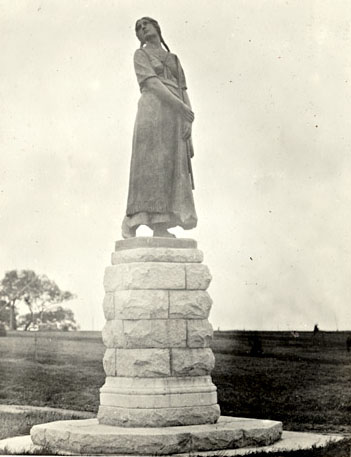
Posąg Ewangeliny przed kościołem w Grand-Pré. Ewangelina, tytułowa bohaterka eposu Evangeline, na wiele lat stała się wzorem amerykańskiej kobiety; a przy tym nieszczęśliwej kochanki i niespełnionej matki

- Outre-Mer, pierwsza próba literacka Longfellowa; szkice opisujące jego podróże po Europie. Formę zaczerpnął autor z eposu George’a Gordona Byrona, Wędrówki Childe Harolda oraz literackich szkiców Washingtona Irvinga[25]. Swego czasu Edgar Allan Poe oskarżył Longfellowa o plagiat[25], sugerując się właśnie tą książką.
- Ewangelina (Evangeline. A Tale from Acadie), warstwa fabularna eposu, na którą składa się przede wszystkim wątek miłosny początkowo rozdzielonych, później zaś niespodziewanie połączonych kochanków, zaczerpnięta została z poematu Herman i Dorota Johanna Wolfganga von Goethego[14]. Tym samym dziełem inspirował się również Adam Mickiewicz, pisząc swojego Pana Tadeusza[46]. Epos Longfellowa napisany został ponadto klasycznym heksametrem daktylicznym, który odsyła do wyraźnego źródła: Homera.
- Zbiór wierszy Poems on Slavery, będący ostrym sprzeciwem wobec niewolniczego traktowania Czarnoskórych, powstał pod bezpośrednim wrażeniem amerykańskich notatek Karola Dickensa pt. American Notes[29].
- Pieśń o Hajawacie (The Song of Hiawatha), pomysł na fabułę oraz metrum zaczerpnął autor z fińskiego eposu Kalevala autorstwa Eliasa Lönnrota[14], osadzając ją jednak w na wpół mitycznym świecie Odżibwejów. Losy tytułowego bohatera poematu nie mają natomiast związku z dziejami historycznego Hiawathy, współtwórcy Ligi Irokezów.
- Building a Ship, utwór dość niewolniczo wzorowany na odzie Friedricha Schillera − Das Lied von der Glocke[47]. Powzięty od niemieckiego romantyka motyw budowania statku spuentował Longfellow patriotycznym zawołaniem: znanym skądinąd polskiemu czytelnikowi motywem ojczyzny jako wspólnego okrętu. Do gorących wielbicieli wiersza należał Abraham Lincoln[48].
- Opowieści z przydrożnej gospody (Tales from the Wayside Inn), poetycka opowieść szkatułkowa przywodząca na myśl Decameron Giovanniego Boccaccio oraz Rękopis znaleziony w Saragossie Jana Potockiego − za główną inspirację obrał XIV-wieczny zbiór Opowieści kanterberyjskich Geoffreya Chaucera[49].

## Recepcja twórczości
Równie złożona i wielowątkowa co życie Longfellowa okazuje się sama recepcja jego twórczości. Stanowi ona „temat rzekę” dla krytyki literackiej ubiegłych dwóch stuleci, rodząc coraz to nowe dyskusje. Ostatnimi czasy powstała nawet monumentalna monografia poety pióra Charlesa C. Calhouna, Longfellow: A Rediscovered Life, będąca próbą odświeżenia oraz odbrązowienia jego sylwetki.
Za życia popularność i rozgłos Longfellowa − zarówno w Stanach Zjednoczonych, jak i w Europie − były ogromne; uważano go za pierwszego poetę amerykańskiego światowego formatu, a na arenie międzynarodowej uznaniem mógł mu dorównywać jedynie Alfred Tennyson. Poczytność „bramina” wzrosła jeszcze bardziej wraz z nastaniem epoki wiktoriańskiej w literaturze angielskiej, która to epoka ceniła w nim zwłaszcza stonowany styl wypowiedzi lirycznej i melancholijno-sentymentalny nastrój. Krytycznych głosów było wówczas niewiele: należały one przede wszystkim do Walta Whitmana, Edgara Allana Poego (bodaj najzagorzalszego i najbardziej zjadliwego z krytyków „bramina”) oraz Margaret Fuller. We wszystkich jednak przypadkach zarzuty względem poezji Longfellowa tonowało uznanie dla obecnego w niej, „wytwornego wdzięku” i „upodobania piękna”. Wiadomo, że również przyjaciel „bramina”, Ralph Waldo Emerson, nie zaliczał jej do szczytowych osiągnięć w poezji amerykańskiej. Wydaje się to jak najbardziej zrozumiałe, biorąc pod uwagę niechęć do tradycji i pragnienie światopoglądowych rewolucji filozofa, który napisał: „Dlaczegóż nie mielibyśmy mieć poezji [...] opartej na intuicji, nie zaś na tradycji, albo religii objawionej nam samym, zamiast historii przejętej po naszych ojcach?”

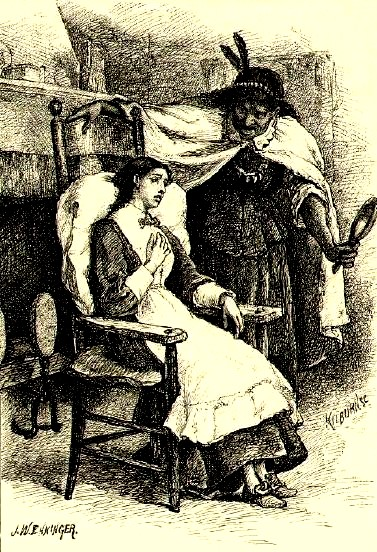
„Tyś jest ponury i ciemny, wodzu potężnych Omaha, ponury i ciemny jak chmura, od której wziąłeś swe imię!” (Do Pędzącej Chmury)

Twórczość poetycka Longfellowa zapewniła mu również spory rozgłos i uznanie wśród wybitnych osobowości historii XIX wieku. „Kiedy urywek ten [chodzi zapewne o wiersz Building a Ship] przeczytano Abrahamowi Lincolnowi, łzy stanęły w oczach dzielnego patrioty i wyrzekł on ze wzruszeniem: Jakimże wielkim darem obdarzony jest człowiek, poeta, który umie tak głęboko wzruszać nasze serca!” Sama królowa Wiktoria wyraziła życzenie przyjęcia „bramina” na audiencji w Windsorze. „W uprzejmej rozmowie z poetą zdumiona była wielką atencją swego otoczenia, które okazywało wobec Longfellowa szczersze i głębsze zainteresowanie niż podczas przyjęć głów ukoronowanych. Zdziwienie jej powiększyło się jeszcze, gdy usłyszała, jak obecni po odejściu poety w rozmowie z nią zaczęli recytować najbardziej popularne utwory Longfellowa”. Nazywano go wówczas potocznie „braminem Stanów Zjednoczonych” oraz „bardem Nowej Anglii”.
Pomimo dość niechętnych czy wręcz nieraz krytycznych opinii na temat oryginalności i artystycznych wyżyn Longfellowa, od zawsze figurował on jako „król poezji amerykańskiej”. Bez wątpienia stanowi on współcześnie najbardziej mitotwórczego poetę Stanów Zjednoczonych, który włożył w rodzimą literaturę największy wkład; imponujący był zresztą jego wielki plan edukacyjno-dydaktyczno-translatorski mający na celu nie tylko odnowę literatury rodzimej w oparciu o tradycję, ale również pogłębienie wiedzy filologicznej i kultury tak, by liczyła się ona na arenie międzynarodowej. „Musiałbym długo myśleć, gdyby mnie poproszono o wymienienie nazwiska człowieka, który zrobił dla Ameryki więcej i w ważniejszym kierunku”, pisał Walt Whitman. „Bramin” razem z kilkoma innymi członkami Fireside Poets dali ponadto niezwykle bogaty materiał do materiału lektur szkolnych, dlatego z czasem grono to zaczęto nazywać po prostu Schoolroom Poets (Poeci z ławy szkolnej). Istotnie, przesłanie Longfellowa tak zrosło się z atmosferą szkolnej interpretacji, że zaczęto widzieć w nim banał i tanie moralizatorstwo. XX wiek zaczął więc traktować go z daleko posuniętą pobłażliwością, uznając go raczej za „poetę dla dzieci” niż poważnego twórcę, który mógłby dostarczyć wielu ważnych refleksji. Inni z kolei ograniczali znaczenie Longfellowa do roli literackiego pośrednika, swoistego Agamemnona, autora, który dał (doniosłe co prawda) podstawy pod raczkującą dopiero kulturę Stanów Zjednoczonych, ale nie warto dłużej się nim zajmować; zwłaszcza że Ameryka wyhodowała prawdziwie nowatorskich geniuszów jak Whitman czy Edgar Allan Poe. Jakiekolwiek by jednak nie było podejście młodych pokoleń, „Longfellow zachował do dziś podziw i miłość w sercach milionów obywateli amerykańskich”. Ponadto nie ulega wątpliwości, że „pozostał on nadal najbardziej popularnym, narodowym poetą szerokich rzesz narodu amerykańskiego”.

## Wpływ i inspiracje
Longfellow jako twórca sam kierujący się w stronę regresu i wpływu klasyki literatury europejskiej, nie odcisnął żadnego piętna na kolejnych pokoleniach poetów, a inspiracje jego twórczością ograniczały się jedynie do grupy Fireside Poets. Niemniej, zdaniem współczesnej krytyki literackiej styl poezji Longfellowa bezpośrednio oddziałał na nowoczesną prozę, w tym takich ważnych twórców epoki takich jak: Herman Melville, Joaquin Miller, Jack London, a nawet przez wiele lat wrogi „braminowi” Walt Whitman.
Longfellow jako jedna ze sztandarowych postaci literatury amerykańskiej, a także amerykańskiego folkloru stał się inspiracją dla wielu artystów sceny folkowej i country. Do najbardziej znanych należy ballada kanadyjskiej grupy The Band, Acadian Driftwood, której treść stanowi rozwinięcie wstępu do Ewangeliny. Podobnie było z piosenką Emmylou Harris noszącej tytuł − Evangeline. Do twórczości poety sięgnął w 1974 również Neil Diamond, nagrywając swoją płytę Longfellow Serenade. Istnieje również wiele znaczących podobieństw między piosenką Leonarda Cohena Tower of Song a wierszem Longfellowa Mezzo Cammin.
Teksty na płycie Incantations (utwór „Part Two”) Mike’a Oldfielda pochodzą z rozdziałów XXII i XII (w tej kolejności) z eposu „The Song of Hiawatha".

## Longfellow w Polsce
Sława Longfellowa dotarła do Polski stosunkowo szybko, bo już w latach pięćdziesiątych. Szczególnym zainteresowaniem cieszyły się wówczas takie wiersze jak: swoista amerykańska odpowiedź na Odę do radości Friedricha Schillera i mickiewiczowską Odę do młodości – Psalm życia oraz stanowiący alegorię konsekwentnego trwania przy raz powziętym postanowieniu Excelsior!, który trafiał w powstańcze ideały drugiego pokolenia polskich romantyków. Od tego czasu aż do czasów obecnych Longfellowa tłumaczyli m.in. Adam Asnyk, Antoni Lange, Julian Tuwim, Zygmunt Kubiak czy Juliusz Żuławski.

## Kazimierz Pułaskiw poezji Longfellowa
Wybitny poeta poświęcił generałowi Kazimierzowi Pułaskiemu wiersz „Hymn Of The Moravian Nuns Of Bethlehem At The Consecration Of Pulaski's Banner” („Hymn sióstr morawskich z Bethlehem na poświęcenie sztandaru Pułaskiego” lub „Na poświęcenie chorągwi Pułaskiego”) (1854).

## Pamiątki związane z Longfellowem

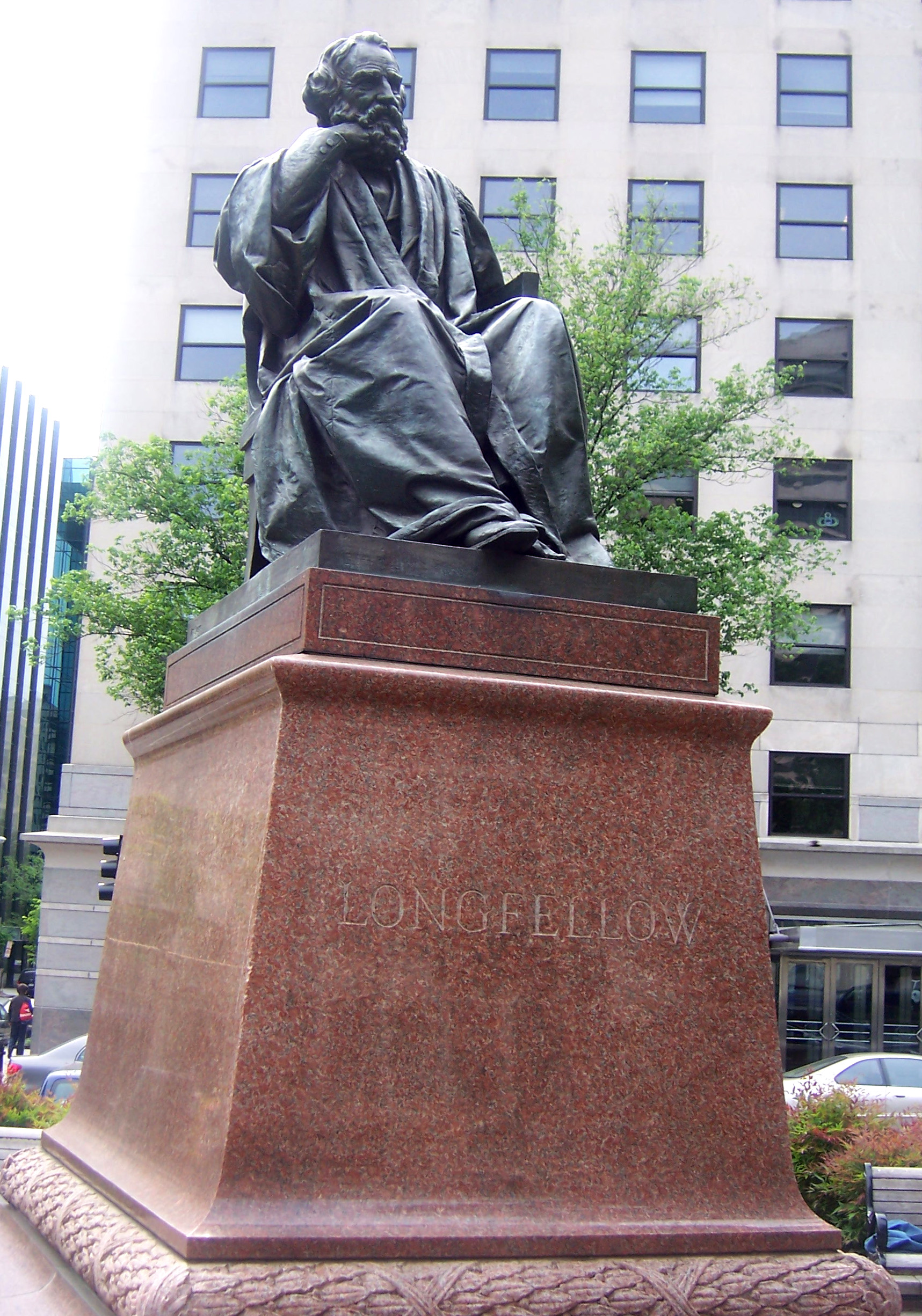
Pomnik Longfellowa w Waszyngtonie
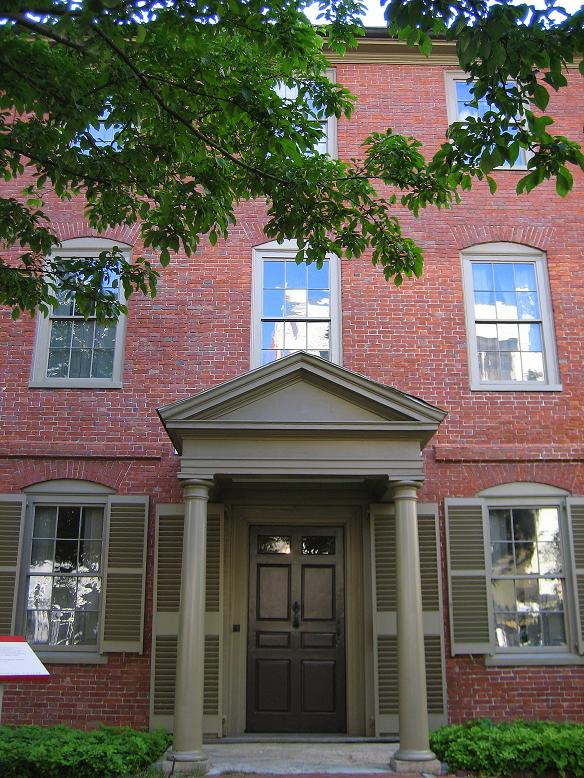
Dom Longfellowa w Portland
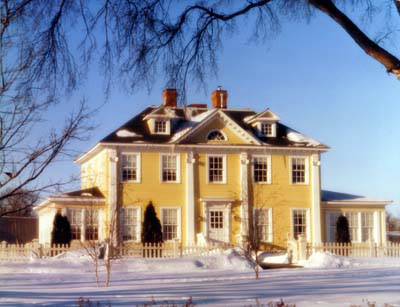
Dom Longfellowa w Cambridge
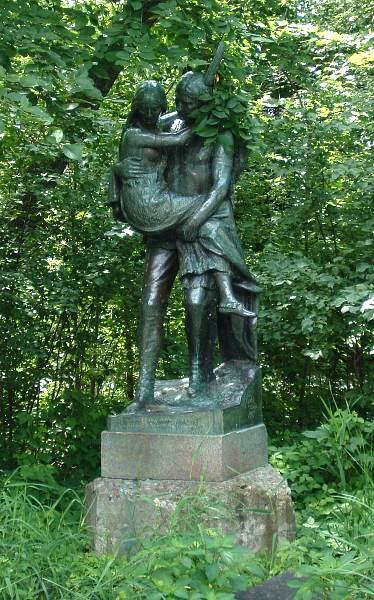
Pomnik Hajawaty, bohatera Pieśni o Hajawacie, w Minneapolis
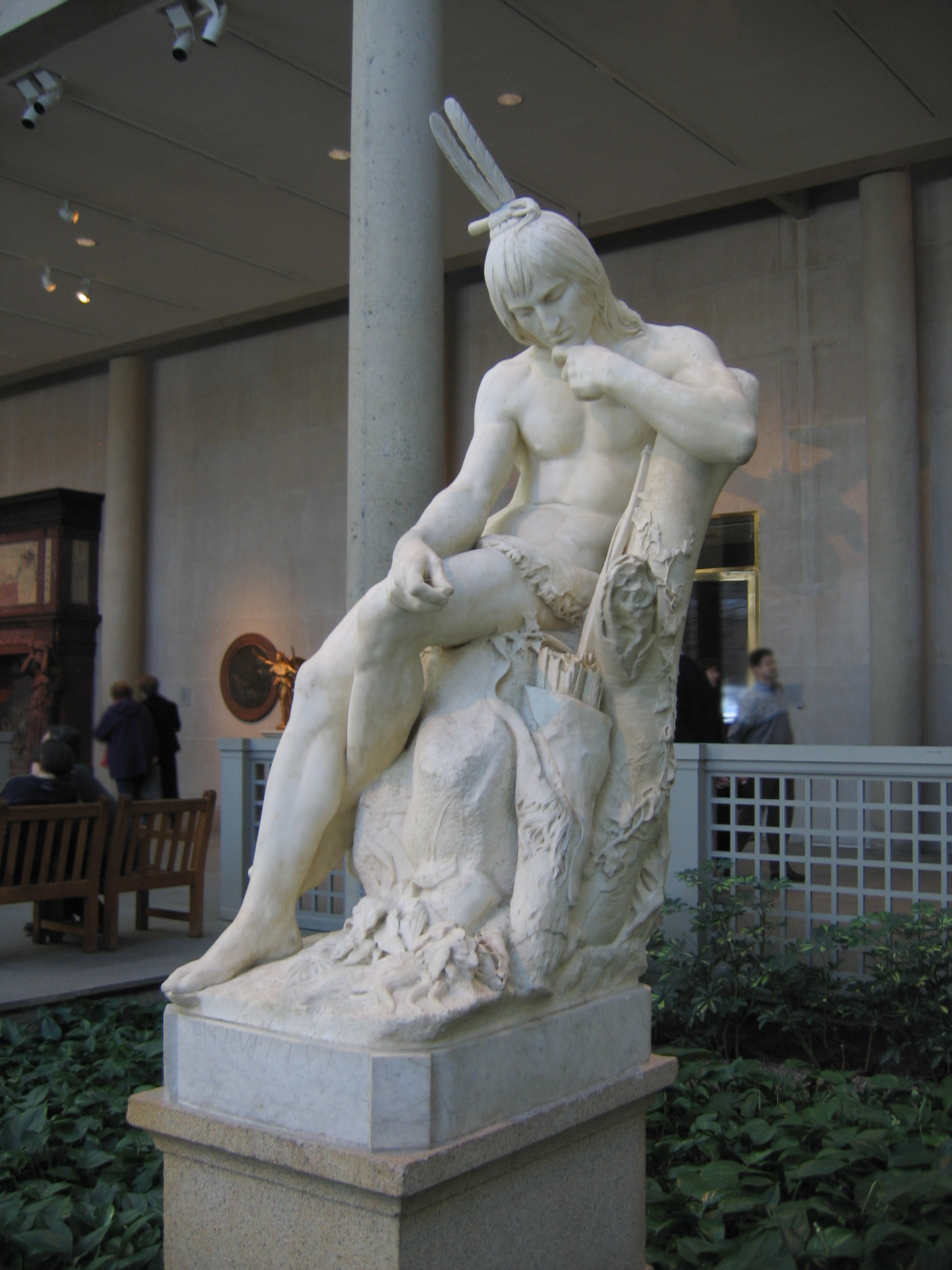
Pomnik Hajawaty w Nowym Jorku
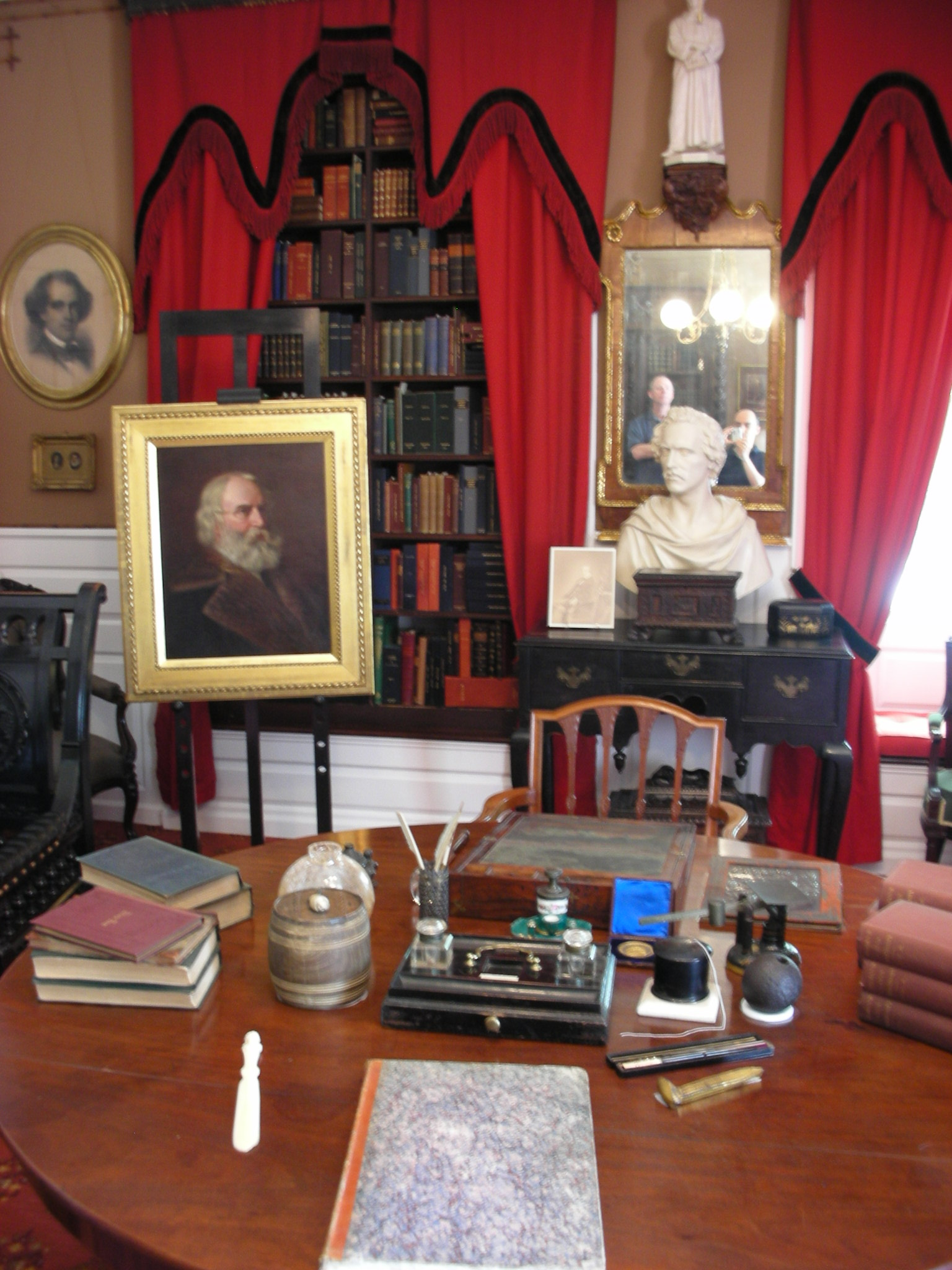
Wnętrze muzeum Longfellowa w Cambridge
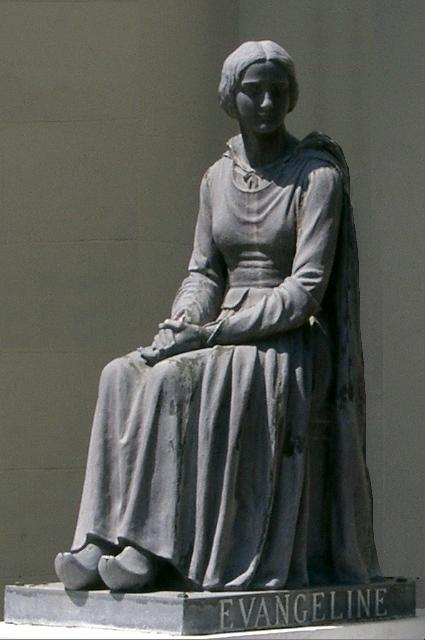
Pomnik Evangeline w Louisianie

## Dzieła

### Poematy i powieści
- Outre-Mer: A Pilgrimage Beyond the Sea (1835)
- Hyperion, a Romance (1839)
- The Spanish Student. A Play in Three Acts (1843)
- Evangeline: A Tale of Acadie (1847)
- Kavanagh: A Tale (1849)
- The Golden Legend (poem)(1851)
- The Song of Hiawatha (1855)
- The Courtship of Miles Standish and Other Poems (1858)
- The Children’s Hour (1860)
- Tales of a Wayside Inn (1863)
- Household Poems (1865)
- The New England Tragedies (1868)
- The Divine Tragedy (1871)
- Christus: A Mystery (1872)
- Aftermath (1873)
- The Reaper and the Flowers (data bliżej nieznana)
- The Bell of Atri (1863-1872)

### Zbiory poezji
- Voices of the Night (1839)
- Ballads and Other Poems (1841)
- Poems on Slavery (1842)
- The Belfry of Bruges and Other Poems (1845)
- The Seaside and the Fireside (1850)
- Birds of Passage (1858)
- Flower-de-Luce (1867)
- Three Books of Song (1872)
- The Masque of Pandora and Other Poems (1875)
- Kéramos and Other Poems (1878)
- Ultima Thule (1880)
- In the Harbor (1882)
- Michel Angelo: A Fragment

### Przekłady literatury obcej
- Coplas Jorge’a Manrique (1833)
- Boska komedia[62] Dantego Alighieri (1867)[63]
- Poets and Poetry of Europe (1844)
- The Waif (1845)
- Poems of Places (1874)